# A két Lotti (könyv, 1949)
A két Lotti Erich Kästner német író 1949-ben megjelent gyerekregénye. 1950-ben, a könyv alapján készült A két Lotti című film, forgatókönyvével elnyerte a Német Filmdíj legjobb forgatókönyvért járó díját.
A regény magyarul először 1958-ban jelent meg, a Móra Könyvkiadónál, s azóta több mint 40 kiadásban látott napvilágot.

## Történet
Röviden:
A kilencéves Luise Palffy és Lotte Körner a képzeletbeli Bühl-tavi Tó-Bühlben lévő gyermeküdülőben találkoznak, és döbbenten veszik észre, hogy teljesen egyformák. Kiderül, hogy szüleik válásakor Luise a karmester-zeneszerző apjukkal, Lotte a lapképszerkesztő anyjukkal maradt. A két kislány nyár végén úgy dönt, helyet cserélnek; Lotte utazik Luiseként az apjukhoz Bécsbe, és Luise az anyjukhoz Münchenbe. Egy Irene Gerlach nevű nő feleségül szeretne menni a lányok apjához, amit Lotte megakadályoz, amíg az igazi Luise vissza nem ér Bécsbe az anyjával. Eltérő egyéniségük több humoros helyzet forrása lesz, mígnem a szülők rájönnek a cselre, és találkoznak, majd újra összeházasodnak.
Fejezetenként :
1. fejezet
Történetünk a Bühl-tavi Tó-Bühl gyermeküdülőjében kezdődik. Egy csapat kislány nyaral itt, ebben a hegyi falucskában. Mindegyikük közül a legvidámabb a kilencéves Luise Palffy, aki Bécsből érkezett. A vidám szórakozást azonban különös esemény zavarja meg: egyik délután húsz új kislány érkezik. Köztük van Lotte Körner, aki megszólalásig hasonlít Luisére, csak Luise fürtöket, Lotte pedig copfokat visel. És a két kislány nem ismeri egymást: az egyikük Bécsből, a másikuk pedig Münchenből érkezett.
Luise egyáltalán nem örül annak, hogy az új jövevény pontosan úgy néz ki, mint ő, és barátnőivel azt tervezgeti, hogy hogyan álljon bosszút a másik kislányon. A gyermekotthon vezetői nagyon különösnek találják a két kislány hasonlóságát, és megpróbálják összebarátkoztatni Luisét és Lottét: az egymás melletti székeket kapják az ebédlőben. A harcias Luise azonban sípcsonton rúgja Lottét. A kezdeti harag azonban gyorsan elszáll. Éjszaka a megbántott és szelíd Lotte zokog az ágyában, Luise pedig megsimogatja. A két kislány tehát fegyverszünetet köt.
2. fejezet
A fegyverszünettől a békéig azonban még hosszú az út. Vagy mégse? A két kislány a kezdeti ijedség után gyorsan összebarátkozik. Befonják Luise haját is, és a két kis copfos lefényképezteti magát. A fotókból a fényképész másolatokat küld a helyi lapoknak a két kislány tudta nélkül.
Majd kezdődik az ismerkedés. Hamar fény derül arra, hogy a két kislány ugyanazon a napon született Linzben. Ez nem lehet véletlen. És az sem, hogy Luisenek csak apukája, Lotténak pedig csak anyukája van. Lotte édesanyjának fényképe alapján pedig megszületik a boldog felismerés: "az én anyukám a mi anyukánk". Így hát nem véletlen a hasonlóság, hanem Luise és Lotte ikertestvérek.
Muthesiusné és Ulrike kisasszony a lányok születési adatai alapján ugyanerre a felismerésre jut, de mivel azt hiszik, hogy az ikrek mit sem sejtenek, úgy döntenek, hogy nem szólnak nekik, hanem a sorsra bízzák, hogy kiderül-e vagy sem.
3. fejezet
Telik-múlik az idő. A két kislány minél jobban meg akarja ismerni egymás életét. Rájönnek, hogy a szüleik elváltak, és elfelezték őket, de persze, nem tudják, hogy mi volt erre az okuk. Luise levélben fényképet kér az édesapjától, hogy a fotót Lottének adhassa. A falusi fényképész róluk készült képei is elkészülnek, de a kislányok nem küldik haza a két Lottit ábrázoló képet, hanem másban mesterkednek. De vajon miben?
4. fejezet
Luise és Lotte minden idejét együtt tölti. Titokzatos jegyzeteket készítenek. A két kislány nagy fába vágja a fejszéjét. Elhatározzák, hogy kicserélik egymást. Lotte Luiseként utazik Bécsbe, Luise pedig Lotteként Münchenbe. Ám nem könnyű egymás testvérének lenni: főként amikor eddig egészen különböző életet éltek, különböző ételeket szerettek Még az iskolába vezető útvonalakat is pontosan le kell jegyzetelni.
5. fejezet
Luise megérkezik Münchenbe, és az anyuka nem vesz észre semmit. Lotte pedig ezalatt Bécsbe kerül, ahol édesapjával együtt az Imperial Szállóban ebédel. Az ismerős pincér Luise kedvencét: töltött palacsintát főz, amit viszont Lotte ki nem állhat. Azért megpróbál megbirkózni vele, de háromnál többet nem tud leerőltetni. Ebéd közben megérkezik Stróbl udvari tanácsos is, a kutyájával, Pepikével. Míg az emberek nem vesznek észre semmit: a kutya gyanakodva szagolgatja "régről ismert" barátnőjét.
Palffy apuka karmester, és nagyon lefoglalja a munkája (a szülők azért is váltak el, mert szinte minden idejét egyedül akarta tölteni a bohém művész), és ebéd után egyedül hagyja Lottét. A műtermébe megy, hogy zenét szerezzen, és Lotte majd este találkozhat vele az Operában, ahol a Jancsi és Juliskát vezényli. Lotte azonban hasznosan tölti a délutánt, és átnézi a házvezetőnő, Resi könyvelését, amiben talál is egy-két hibát. Resi nagyokat néz, hogy mennyire megváltozott a kislány a nyaralás alatt.
6. fejezet
Luise anyukánál sokkal szerényebb életkörülmények közé kerül, mint amiket apukánál megszokott. Édesanyjának nagyon sokat kell dolgoznia, hogy meg tudjanak élni, és ezalatt a kislánynak kell otthon főzni. Szorgalmasan be is vásárol a marhahúsleveshez, ám a főzést nem olyan könnyű megtanulni. Luiselotte Körner hazaérve meglepetten tapasztalja, hogy Lotte (azaz Luise) elfelejtett főzni a nyaralás alatt. Ám különösebben nem ijed meg, inkább örül, hogy a lánya mostanában vidámabb és felszabadultabb.
Lotte ezalatt az Operában ül, és nézi, ahogy az édesapja vezényel. A kislánynak lefoglalt páholyba azonban egyszer csak belibeg egy fiatal hölgy, Gerlach kisasszony, aki élénken integet Palffy karmesternek, és ő is neki vissza. Lotte megijed, hogy édesapjának van valakije, hiszen ikertestvérével abban mesterkednek, hogy újra összehozzák a szülőket. A kellemetlen operabeli élmény miatt a kislány rosszat álmodik.
7. fejezet
Telnek-múlnak a hetek és a hónapok. A két kislány megkezdi az új tanévet az új iskolákban. A tanárok csodálkoznak egy kicsit, hogy a lányok írásképe megváltozott: Lotte figyelmetlenebb, lustább, ámde talpraesettebb lett, Luise azonban szorgalmasabb és félénkebb, szelídebb.
Az anyuka örül a változásoknak, és ő is kezd megváltozni: kétnapos hétvégi kirándulásra viszi a lányát, ami csodálatos élmény lesz mindkettőjük számára. Ezalatt a karmester úr elkezdi komponálni az új gyermekoperáját és zongoraleckéket ad a másik lányának. És Lotte legnagyobb fájdalmára egyre szorosabbá szövődik közte és Gerlach kisasszony között a románc. Tehát minél gyorsabban tenni kell valamit!
8. fejezet
A bécsi lakás szomszédjában Gabele festőművész műterme van. Lotte időnként átjár hozzá, hogy a bácsi lefesthesse. A művész panaszkodik a kislánynak, hogy a műterem ablakai túl kicsik, és a festéshez több fény kellene. Lotte kigondol egy remek tervet: nagyszerű lenne, ha édesapja elcserélné a körúti műtermét Gabele úréval. Így a karmester úr a szomszédban lehetne, és egymás mellett lehetne apa és lánya. Lotte azonnal fel is keresi édesapját, hogy elmondja neki az ötletét, ám Palffy úrnak nem tetszik a dolog, Gerlach kisasszonynak pedig még kevésbé. A hölgy megpróbálja elhidegíteni az apát és lányát.
Lotte nagyon szomorú, bánatát még jobban fokozza, hogy apja bejelenti: el akarja venni feleségül Irene Gerlachot.
Lotte kétségbeesésében felkeresi a hölgyet, és megkéri, hogy hagyja őket békén. A kisasszony kidobja Lottét az otthonából.
A kislány csüggedten érkezik haza, és láza is van. Resi azonnal ágyba parancsolja, és kihívja az orvost. Lotténak idegláza van, és nagyon rosszul van. Az édesapa nagyon megijed, és nem mozdul a betegágy mellől.
9. fejezet
A bonyodalmak fokozódnak. Münchenben Körner anyuka egy helyi lapnál szerkesztőként dolgozik. Egyik nap beérkeznek az újsághoz a két ikerlány fotói, amit a Bühl-tavi Tó-bühl fényképésze készített. Az anyuka először elképed, majd Lotte tanárához szalad, akitől megkérdezi, hogy lehetséges-e az, hogy Lotte valójában nem is Lotte. A tanárnő először nem érti a dolgot, majd az anyukával közösen rájönnek, hogy a nyáron a gyermeküdülőben gyerekcsere történt. Körner mama otthon leleplezi Luisét, aki töredelmesen bevall mindent. Az anyai szív mindent megbocsát, és boldogan öleli magához a másik gyermekét.
10. fejezet
Mivel Lottétól már régóta nem érkezik levél Bécsből, az anyuka és Luise aggódik. A két kislány édesanyja felhívja a volt férjét, és elmond neki mindent. Mikor megtudja, hogy Lotte beteg, azonnal úgy dönt, hogy Luisével együtt Bécsbe utazik. Újra együtt a "család". Resi, az udvari tanácsos és Pepike, a kutya egy kicsit össze van zavarodva a megkettőződött nőszemélyek miatt. Lotte állapota határozottan javul, amikor az édesanyja megérkezik. Láthatóan a karmester úr is örül, hogy újra láthatja volt feleségét, és összeveszik a sértődött Gerlach kisasszonnyal.
11. fejezet
Elérkezik október 14., a két kislány születésnapja. Ajándékul azt kérik a szülőktől, hogy mostantól fogva ne kelljen elválniuk, és így, négyen együtt élhessenek. A szülők leülnek tanácskozni. Hosszas magyarázkodások és bocsánatkérések következnek, majd a két felnőtt úgy dönt, hogy újra megpróbálják együtt. Luise és Lotte majdnem kibújik a bőréből. Úgy tűnik, hogy az elveszett boldogság pótolható.
12. fejezet
A szülők újra összeházasodnak, és beíratják másik lányukat is a bécsi iskolába. És hogy az öröm még nagyobb legyen: Palffy apuka egy nagyszerű hírt jelent be: elcserélte műhelyét Gabele úréval, úgyhogy ezután a közvetlen szomszédban fog zenét szerezni. Luise és Lotte nagyon boldog, és büszkék magukra, hogy összehozták a szüleiket. A szomszédban pedig felcsendülnek az elkészült gyermekopera hangjai.

## Magyarul
- A két Lotti; ford. Tóth Eszter, Török Sándor, ill. Walter Trier; Móra, Budapest, 1958